# Bambi 2
 For alternative betydninger, se Bambi (flertydig). (Se også artikler, som begynder med Bambi)
Bambi 2 er en tegnefilm fra 2006 og efterfølgeren til Walt Disney-filmen Bambi fra 1942. Historien er skrevet af Alicia Kirk og Ben Gluck og filmen er den efterfølger, der er kommet længst tid efter originaludgavens premiere, nemlig 64 år. 

## Handling
Det handler om den lille hjort Bambi, som har mistet sin moder. Nu må den store konge, hans far, tage sig af ham, men han mener ikke, at det er kongens job at tage sig af ungerne. Bambi har meget at lære og kongen begynder at få følelser for sin søn og finder ud af, at han faktisk kan lære noget af sin søn. Han opdager, at han holder meget mere af sin søn end han troede. Bambi møder også nye dyr, bl.a. Ronno, som mobber Bambi. Bambi begynder senere hen på sommeren, at få forårsforelskelser for Feline.

## Medvirkende
| Rolle         | Stemme              |
| ------------- | ------------------- |
| Bambi         | Jamie Morton        |
| Skovens Konge | Torben Sekov        |
| Stampe        | Peter Bang Sørensen |
| Blomst        | Carl Gustav Weyde   |
| Faline        | Tillie Bech         |
| Ugle          | Per Pallesen        |
| Bambis Mor    | Andrea Vagn Jensen  |
| Ronno         | Frederik Ørskov     |
| Hulepindsvin  | Søren Sætter-Lassen |